# Lisímac (tutor d'Àtal)
Lisímac (en llatí Lysimachus, en grec antic Λυσίμαχος) fou un filòsof grec que esmenta Ateneu de Naucratis com un dels tutors del rei Àtal de Pèrgam. Va escriure algun llibre sobre l'educació del príncep amb tota mena d'elogis. Va ser deixeble de Teodor Ateu segons Cal·límac, i de Teofrast segons Hermip d'Esmirna.